# Amphilaphis abietina
Amphilaphis abietina är en korallart som beskrevs av Studer 1894. Amphilaphis abietina ingår i släktet Amphilaphis och familjen Primnoidae. Inga underarter finns listade i Catalogue of Life.